# Estação Moura Brasil
A Estação Moura Brasil, é uma estação de Veiculo Leve sobre Trilhos (VLT) localizada na rua Adarias de Lima, quase esquina com rua Padre Mororó, pertencente Linha Oeste do Metrô de Fortaleza, administrado pela Companhia Cearense de Transportes Metropolitanos (Metrofor).

## Histórico
Com a desativação da antiga estação ferroviária João Felipe em 13 de Janeiro de 2014, para os avanços das obras da linha Leste, as operações do Veículo Leve Sobre Trilhos (VLT) da Linha Oeste foram transferidas para uma plataforma temporária que mais tarde passou a ser conhecida como estação Moura Brasil.
Com a rescisão do primeiro contrato para construção da linha Leste, houve necessidade de alterações no projeto para o barateamento da obra como forma de pleitear um novo empréstimo da União. A assinatura da ordem de serviço para a retomada das obras sob o novo projeto ocorreu em novembro de 2018.
No novo projeto a atual estrutura será substituída por uma nova, nomeada de estação Tirol-Moura Brasil, incluída na primeira etapa de construção da linha junto com outras 3 estações e a ampliação da estação Central. Com a alteração o projeto da estação também será reestruturado para receber um pátio para estacionamento e manutenção dos trens e vagões.
A futura estação Tirol-Moura Brasil, que substituirá a atual estrutura, será estação terminal e de integração das linhas Leste e Oeste, e a única de superfície da Linha Leste. Permitirá conexão com a Estação Central-Chico da Silva, permitindo acesso a Linha Sul do Metrô.
Mesmo com a promessa da plataforma ter um caráter temporário, após mais de 10 anos de sua implementação a estrutura permanece em operação, devido a atrasos nas obras da Linha Leste e do projeto de reformulação da Linha Oeste.

## Características
A atual integração entre as Linhas Oeste e Sul é realizada de forma bastante improvisada. O usuário proveniente da Linha Oeste desembarca em uma plataforma temporária se dirige para uma estrutura metálica que passa em meio ao canteiro de obras da futura linha leste, chegando ao acesso principal da estação Chico da Silva, onde pagando uma nova passagem tem acesso a Linha Sul. Diversas reclamações foram realizadas pelos usuários que consideram a nova estação distante da antiga, além da sensação de insegurança que o local passa.